# Holendry Piotrkowskie
Holendry Piotrkowskie – wieś sołecka w Polsce położona w województwie mazowieckim, w powiecie kozienickim, w gminie Kozienice.
W latach 1954–1961 wieś należała i była siedzibą władz gromady Holendry Piotrkowskie, po jej zniesieniu w gromadzie Świerże Górne. W latach 1975–1998 miejscowość administracyjnie należała do województwa radomskiego. Od 1 stycznia 2003 roku częścią wsi Holendry Piotrkowskie stał się ówczesny przysiółek Józefów.
Wierni kościoła rzymskokatolickiego należą do parafii św. Jakuba Apostoła w Świerżach Górnych.